# Нортгемптон (парафія, Нью-Брансвік)
Нортгемптон (англ. Northampton) — парафія в Канаді, у провінції Нью-Брансвік, у складі графства Карлтон.

## Населення
За даними перепису 2016 року, парафія нараховувала 1724 особи, показавши скорочення на 5,5%, порівняно з 2011-м роком. Середня густина населення становила 7,1 осіб/км².
З офіційних мов обидвома одночасно володіли 195 жителів, тільки англійською — 1 525. Усього 95 осіб вважали рідною мовою не одну з офіційних.
Працездатне населення становило 72,9% усього населення, рівень безробіття — 10,6% (10,8% серед чоловіків та 9,4% серед жінок). 84,1% осіб були найманими працівниками, а 14% — самозайнятими.
Середній дохід на особу становив $37 741 (медіана $31 893), при цьому для чоловіків — $46 046, а для жінок $29 058 (медіани — $37 280 та $25 792 відповідно).
35% мешканців мали закінчену шкільну освіту, не мали закінченої шкільної освіти — 17,7%, 48,1% мали післяшкільну освіту, з яких 19,9% мали диплом бакалавра, або вищий.
| Статево-вікова структура населення | Статево-вікова структура населення | Статево-вікова структура населення | Статево-вікова структура населення | Статево-вікова структура населення |
| ---------------------------------- | ---------------------------------- | ---------------------------------- | ---------------------------------- | ---------------------------------- |
|                                    |                                    |                                    |                                    |                                    |
| Всього                             | Всього                             | 50,7%49,3%                         |                                    |                                    |
| 0 — 14 років                       | 0 — 14 років                       |                                    | 17,1%                              | 17,1%                              |
| 15 — 64 років                      | 15 — 64 років                      |                                    | 67,3%                              | 67,3%                              |
| 65 і більше                        | 65 і більше                        |                                    | 15,6%                              | 15,6%                              |
| 85 і більше                        | 85 і більше                        |                                    | 1,4%                               | 1,4%                               |
| Середній вік (років)               | Середній вік (років)               | 41,940,9                           | 41,4                               | 41,4                               |
| Медіана (років)                    | Медіана (років)                    | 44,643,2                           | 44,0                               | 44,0                               |
| — чоловіки — жінки                 |                                    |                                    |                                    |                                    |

| Походження мешканців:     | Походження мешканців:     | Походження мешканців: | Походження мешканців: | Походження мешканців: |
| ------------------------- | ------------------------- | --------------------- | --------------------- | --------------------- |
| Походження                |                           |                       | осіб                  | %                     |
| Корінні американці        | Корінні американці        |                       | 80                    | 4.65%                 |
| Інше північноамериканське | Інше північноамериканське |                       | 845                   | 49.13%                |
| Європейське               | Європейське               |                       | 1 100                 | 63.95%                |
| британське                | британське                |                       | 900                   | 52.33%                |
| французьке                | французьке                |                       | 110                   | 6.4%                  |
| українське                | українське                |                       | 30                    | 1.74%                 |
| Карибське                 | Карибське                 |                       | 30                    | 1.74%                 |
| Африканське               | Африканське               |                       | 10                    | 0.58%                 |
| Азійське                  | Азійське                  |                       | 60                    | 3.49%                 |

| Зайнятість населення за галузями (за класифікацією NOC): | Зайнятість населення за галузями (за класифікацією NOC): | Зайнятість населення за галузями (за класифікацією NOC): | Зайнятість населення за галузями (за класифікацією NOC): | Зайнятість населення за галузями (за класифікацією NOC): |
| -------------------------------------------------------- | -------------------------------------------------------- | -------------------------------------------------------- | -------------------------------------------------------- | -------------------------------------------------------- |
|                                                          |                                                          |                                                          |                                                          |                                                          |
| Управління                                               | Управління                                               |                                                          | 9,9%                                                     | 9,9%                                                     |
| Бізнес, фінанси та адміністрування                       | Бізнес, фінанси та адміністрування                       |                                                          | 11,8%                                                    | 11,8%                                                    |
| Природничі та прикладні науки                            | Природничі та прикладні науки                            |                                                          | 4,4%                                                     | 4,4%                                                     |
| Охорона здоров'я                                         | Охорона здоров'я                                         |                                                          | 5,9%                                                     | 5,9%                                                     |
| Освіта, правозахист, муніципальні та урядові служби      | Освіта, правозахист, муніципальні та урядові служби      |                                                          | 8,4%                                                     | 8,4%                                                     |
| Мистецтво, культура, відпочинок та спорт                 | Мистецтво, культура, відпочинок та спорт                 |                                                          | 2,5%                                                     | 2,5%                                                     |
| Роздрібна торгівля та послуги                            | Роздрібна торгівля та послуги                            |                                                          | 21,7%                                                    | 21,7%                                                    |
| Гуртова торгівля, транспорт та обладнання                | Гуртова торгівля, транспорт та обладнання                |                                                          | 20,7%                                                    | 20,7%                                                    |
| Природні ресурси, сільське господарство                  | Природні ресурси, сільське господарство                  |                                                          | 9,9%                                                     | 9,9%                                                     |
| Виробництво                                              | Виробництво                                              |                                                          | 4,4%                                                     | 4,4%                                                     |

## Клімат
Середня річна температура становить 4,8°C, середня максимальна – 23,8°C, а середня мінімальна – -17,5°C. Середня річна кількість опадів – 1 058 мм.
| Клімат поселення                              | Клімат поселення | Клімат поселення | Клімат поселення | Клімат поселення | Клімат поселення | Клімат поселення | Клімат поселення | Клімат поселення | Клімат поселення | Клімат поселення | Клімат поселення | Клімат поселення | Клімат поселення |
| Показник                                      | Січ.             | Лют.             | Бер.             | Квіт.            | Трав.            | Черв.            | Лип.             | Серп.            | Вер.             | Жовт.            | Лист.            | Груд.            |                  |
| Середній максимум, °C                         | −5               | −3,58            | 2,76             | 10,06            | 17,05            | 22,19            | 23,75            | 22,78            | 17,67            | 11,48            | 5,25             | −2,73            |                  |
| Середня температура, °C                       | −11,28           | −9,84            | −3,51            | 3,78             | 10,80            | 15,92            | 19,33            | 18,38            | 13,25            | 7,05             | 0,83             | −7,14            |                  |
| Середній мінімум, °C                          | −17,54           | −16,13           | −9,78            | −2,48            | 4,53             | 9,65             | 14,93            | 13,96            | 8,84             | 2,64             | −3,58            | −11,57           |                  |
| Норма опадів, мм                              | 91               | 62               | 78               | 81               | 94               | 87               | 98               | 94               | 93               | 88               | 99               | 93               |                  |
| Середньомісячна швидкість вітру, м/с          | 3.52             | 3.62             | 3.84             | 3.70             | 3.42             | 3.02             | 2.72             | 2.60             | 2.88             | 3.20             | 3.42             | 3.50             |                  |
| Середньомісячна сонячна радіація, кДж/м²·день | 5204             | 8420             | 12116            | 15651            | 18378            | 20354            | 19811            | 17594            | 13099            | 8267             | 4954             | 4075             |                  |
| --------------------------------------------- | ---------------- | ---------------- | ---------------- | ---------------- | ---------------- | ---------------- | ---------------- | ---------------- | ---------------- | ---------------- | ---------------- | ---------------- | ---------------- |
| Джерело:                                      |                  |                  |                  |                  |                  |                  |                  |                  |                  |                  |                  |                  |                  |